# Noruega en los Juegos Olímpicos de Tokio 2020
Noruega estuvo representada en los Juegos Olímpicos de Tokio 2020 por un total de 92 deportistas que compitieron en 14 deportes. Responsable del equipo olímpico fue el Comité Olímpico Noruego, así como las federaciones deportivas nacionales de cada deporte con participación.
Los portadores de la bandera en la ceremonia de apertura fueron el nadador Tomoe Hvas y la saltadora Anne Tuxen.

## Medallistas
El equipo olímpico de Noruega obtuvo las siguientes medallas:
| Nombre                     | Deporte     | Competición              |
| -------------------------- | ----------- | ------------------------ |
| Oro                        |             |                          |
| Jakob Ingebrigtsen         | Atletismo   | 1500 M                   |
| Karsten Warholm            | Atletismo   | 400 m vallas M           |
| Kristian Blummenfelt       | Triatlón    | Individual M             |
| Anders Mol Christian Sørum | Vóley playa | Torneo M                 |
| Plata                      |             |                          |
| Eivind Henriksen           | Atletismo   | Martillo M               |
| Kjetil Borch               | Remo        | Scull individual (M1X) M |
| Bronce                     |             |                          |
| Equipo                     | Balonmano   | Torneo F                 |
| Hermann Tomasgaard         | Vela        | Laser M                  |